# Franc Bučar (veterinar)
Franc Bučar slovenski veterinar in živilski tehnolog * 4. avgust 1926, Kostanjevica na Krki, † 20. september 2000, Ljubljana.

## Življenje in delo
Sodeloval je v narodnoosvobodilni borbi. Po vojni je 1952 diplomiral na zagrebški Veterinarski fakulteti in prav tam 1969 tudi doktoriral. Kot veterinar je najprej služboval v rojstnem kraju, nato je bil klavni inšpektor in do 1962 višji strokovni sodelovec pri Veterinarskem zavodu Slovenije v Ljubljani. Leta 1962 je postal predavatelj na ljubljanski Biotehniški fakulteti; od 1973 izredni ter od 1977 redni profesor za predmet tehnologije mesa. V raziskovalnem delu se je posvetil kakavosti mišičnine, postopkom pri predelavi, vplovom le-teh na senzorične lastnosti mesa in tudi tehnologiji domačih mesnih specialitet. Sam in v soavtorstvu s sodelavci je objavil več znanstvenih razprav. Za svoje delo je 1980 prejel Jesenkovo priznanje, ljubljanska univerza pa mu je podelila naziv zaslužni profesor (1995).